# Мальгина, Ирина Анатольевна
Ири́на Анато́льевна Мальгина́  (урожд. Дьячкова) (род. 8 июня 1973, Мурманск) — российская биатлонистка. Чемпионка мира 2006 года в смешанной эстафете, шестикратная чемпионка Европы (одна из наиболее титулованных биатлонисток в истории чемпионатов Европы), трёхкратная победительница Кубка Европы в общем зачёте, трёхкратная чемпионка Универсиады 2001 года. Заслуженный мастер спорта России.
Выступала за Ханты-Мансийск и Мурманск. Сейчас[когда?] занимается тренерской работой. Личный тренер и муж — В. Н. Мальгин. Тренер в сборной — Валерий Польховский.

## Кубок мира
- 2001/02 — 26-е место (200 очков)
- 2002/03 — 66-е место (4 очка)
- 2004/05 — 50-е место (43 очка)
- 2005/06 — 47-е место (56 очков)
- 2006/07 — 33-е место (161 очко)